# Clark Fork (Idaho)
Clark Fork è una città (city) degli Stati Uniti d'America, situata nella contea di Bonner, nello Stato dell'Idaho.